# 明德水庫
明德水庫，臺灣一座位於苗栗縣頭屋鄉明德村的水庫，群山環抱，湖水清澈，還有遊艇可以遊覽。經水庫管理局多年來經營規劃，是一處知名的度假旅遊景點。環繞水庫的道路為縣道126的其中一段。

## 概要
明德水庫原名「後龍水庫」，位於後龍溪支流老田寮溪上，主壩為土壩，壩高35.5公尺，有效蓄水量為1670萬立方公尺。
水庫建設可追溯到1952年，成立明德水庫設計勘測隊開始，1966年6月竣工，到1970年5月完工，均由台灣省水利局辦理；目前由農田水利署苗栗管理處管理，主要供應苗栗地區農業、工業用水，及部分民生用水。
明德水庫集水區內，有三個小島各有特色：鴛鴦島上有原住民特色建築樓閣；日新島內廣植果樹；海棠島上有永春宮古廟，有吊橋可達其上，景色優美。水庫附近有明德國小、明德派出所、明德水庫管理所、明德淨水廠、教師會館、製茶廠以及勞工育樂中心。
明德水庫亦為台灣電影魯冰花拍攝場景。

## 基本資料

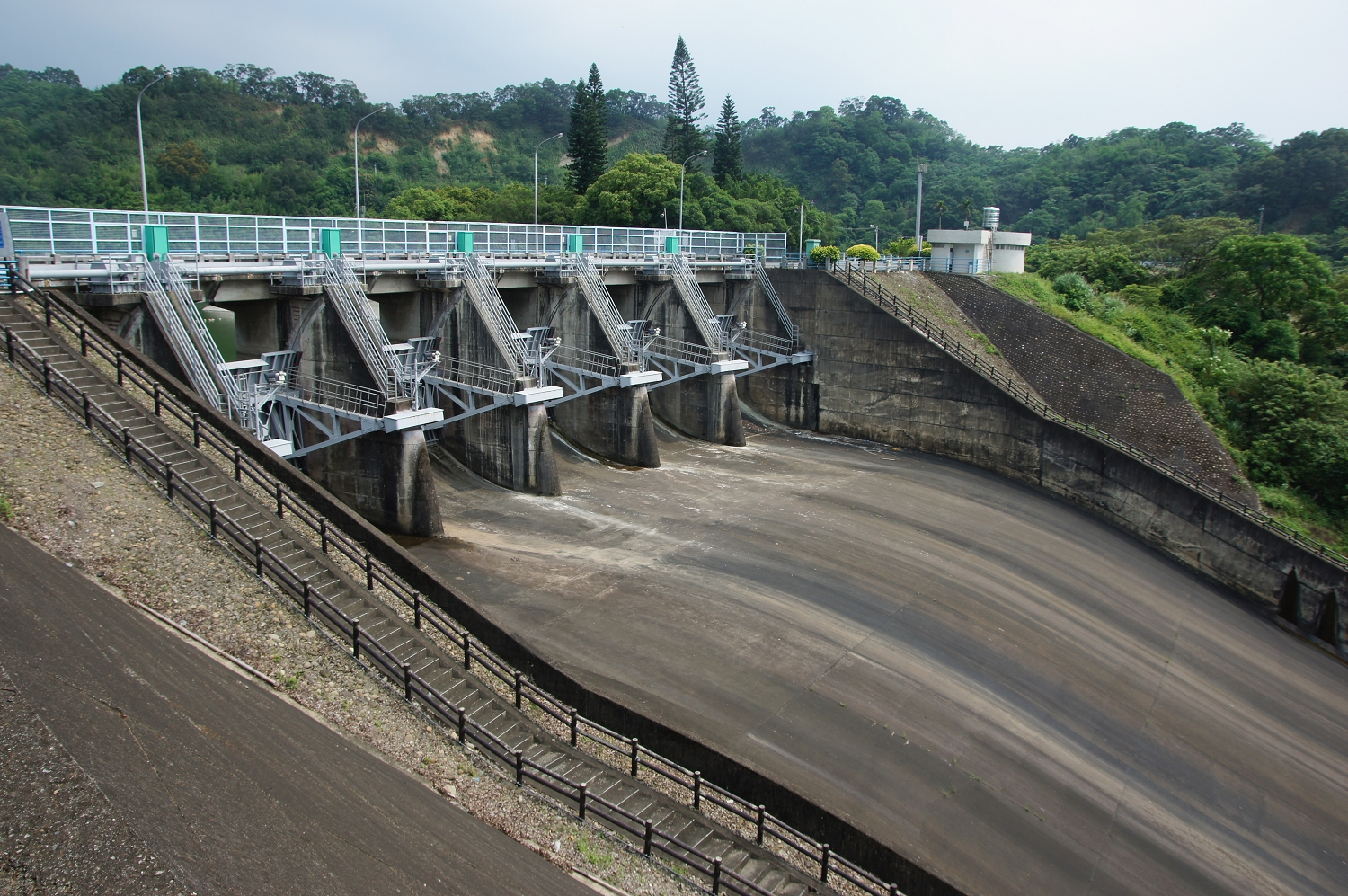
溢洪道
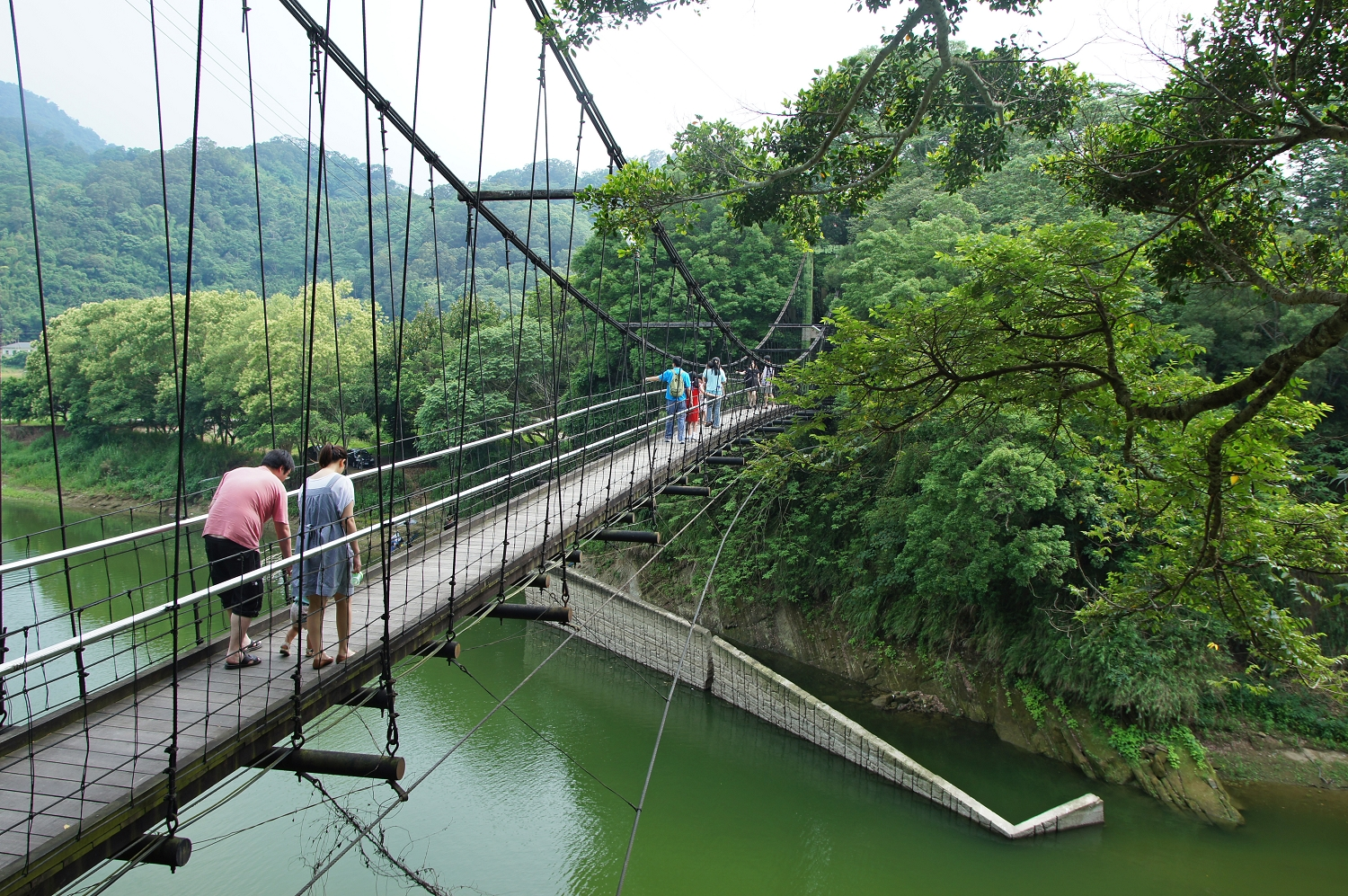
海棠島吊橋
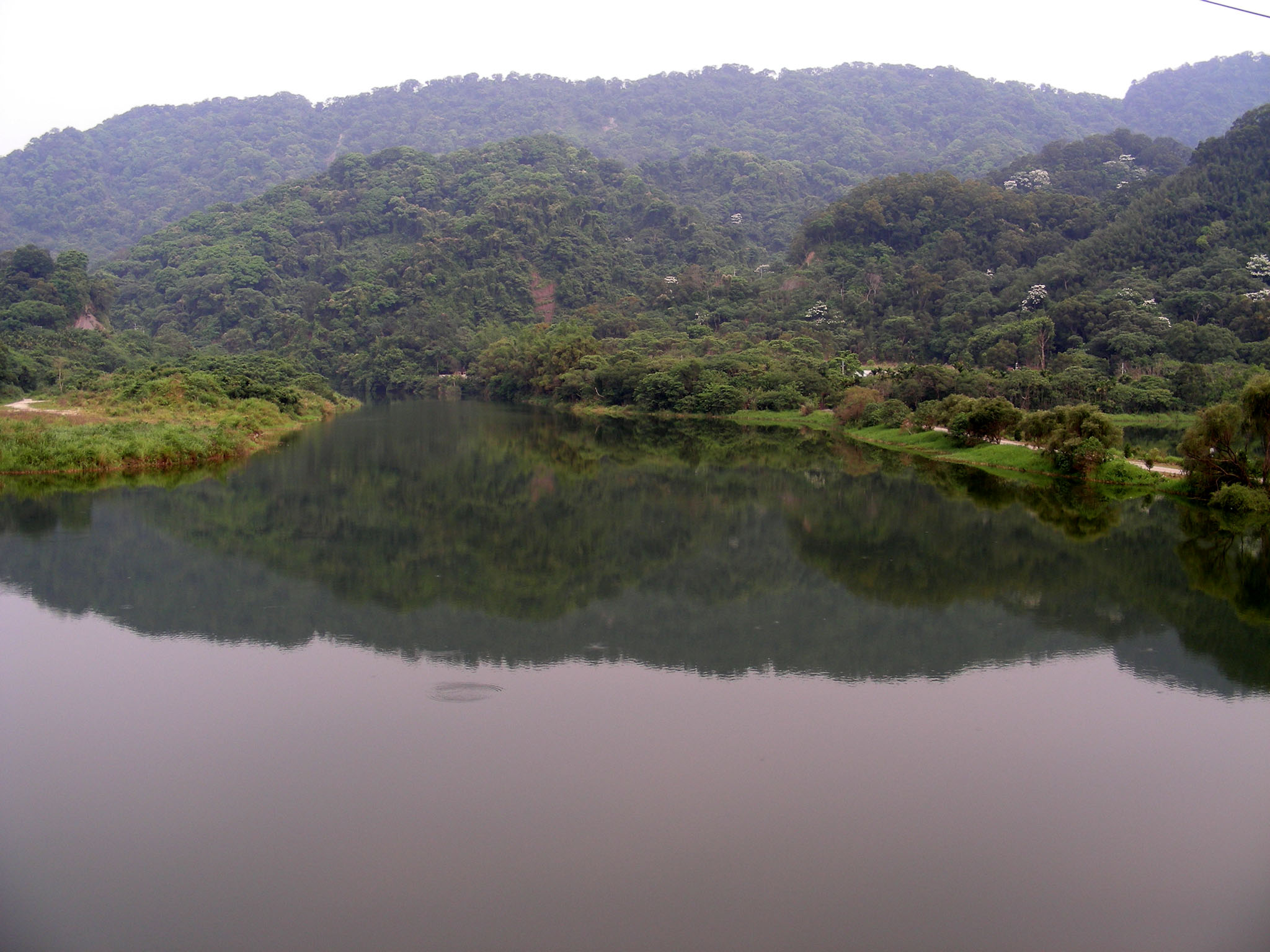
明德水庫
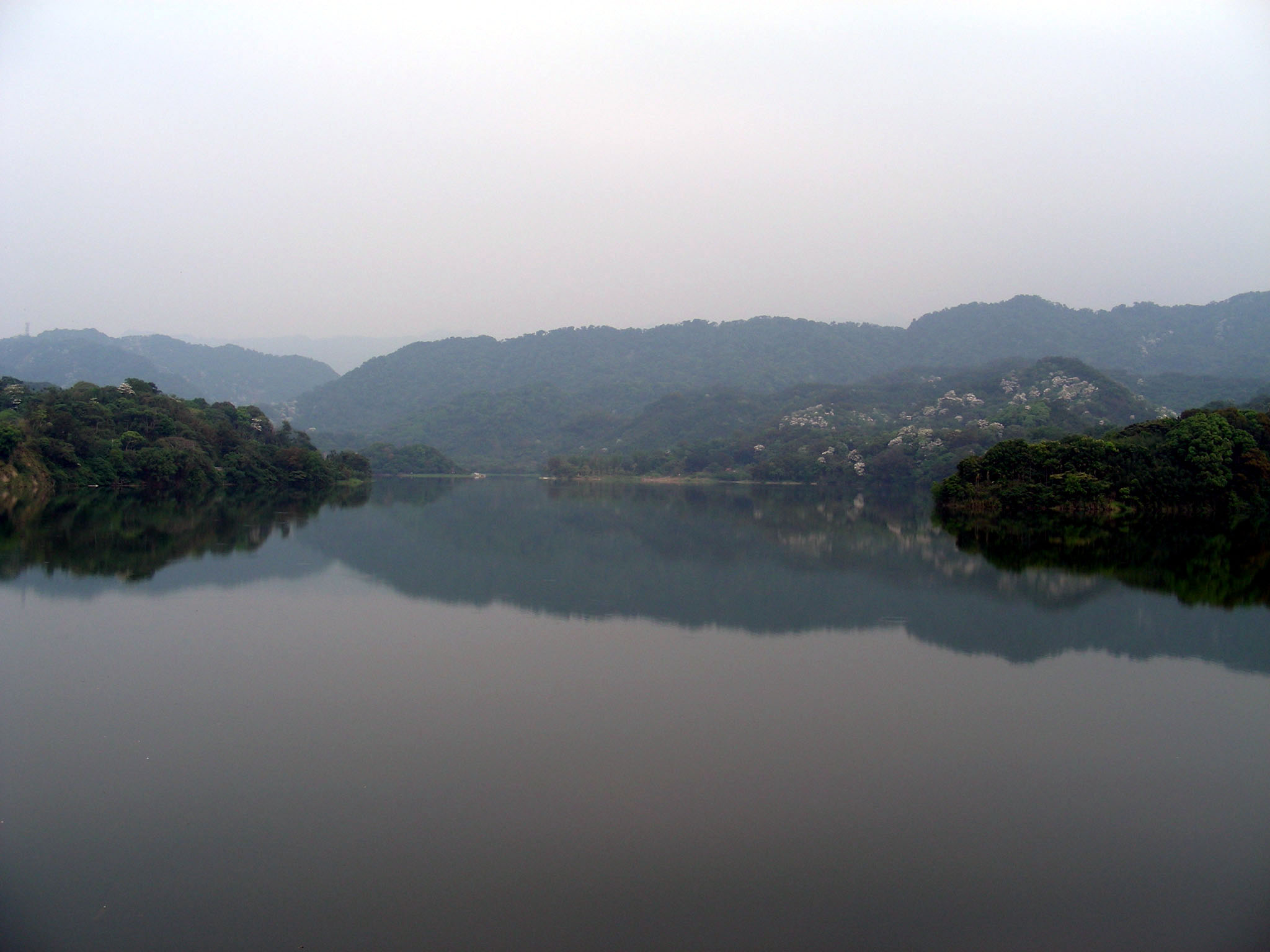
環繞水庫的山上開滿油桐花

- 管理機關：農業部農田水利署苗栗管理處
- 位置：苗栗縣頭屋鄉
- 河系：後龍溪支流老田寮溪
- 集水面積：61.0平方公里
- 正常蓄水位：標高65公尺
- 最高洪水位（又稱最大可能供水位，英文簡寫CMS）：標高61.3公尺
- 滿水位面積：170公頃
- 總蓄水量：1770萬立方公尺
- 計畫有效蓄水量：1650萬立方公尺
- 現存有效蓄水量：1244.76萬立方公尺
- 計畫年供水量：4793萬立方公尺
- 壩型：土石壩
- 壩頂：標高65公尺
- 最大壩身高度：35.5公尺
- 壩頂長度：187公尺
- 壩頂寬度：10公尺
- 壩體積：46萬立方公尺
- 灌溉：新開闢期作面積3680公頃；增產稻榖5741噸
- 自來水：每天供給14000立方公尺

## 腳註
1. ↑  水利五十年紀念專輯，臺灣省政府水利處編，1997年出版。
2. 1 2 3 4 5  .   [2014-06-24]. （原始内容存档于2020-09-29）.
3. ↑   (PDF).   [2021-06-02]. （原始内容存档 (PDF)于2020-08-10）.

## 外部連結
- 明德水庫 - 經濟部水利署全球資訊網 （页面存档备份，存于）（繁體中文）
- 明德水庫風景區  交通部觀光局 （页面存档备份，存于）
- 明德水庫風景區苗栗文化觀光旅遊網 （页面存档备份，存于）
- 台灣水庫即時水情 （页面存档备份，存于）